# Aeropuerto Internacional de Port Harcourt
El Aeropuerto Internacional de Port Harcourt (IATA: PHC, OACI: DNPO) está ubicado en Port Harcourt, una ciudad en el Estado Rivers de Nigeria. Es el principal aeropuerto del sudeste de Nigeria. El aeropuerto consta de una única terminal con instalaciones separadas para vuelos de cabotaje e internacionales. En 2004, el aeropuerto atendió a 781.046 pasajeros. 
El 18 de agosto de 2006, el aeropuerto fue cerrado para reparaciones. La Dirección de Aviación Civil de Nigeria sostuvo que ello se debía a la necesidad de reparar la pista y vallar los alrededores del aeropuerto. Las labores de mantenimiento estaban planeadas desde hacía tiempo, pero un fuego eléctrico el 17 de agosto de 2006 hizo las reparaciones necesarias de inmediato. Todos los vuelos de cabotaje fueron desviados al Aeropuerto Imo y el Aeropuerto Internacional Margaret Ekpo mientras que los vuelos internacionales fueron desviados al Aeropuerto Internacional Nnamdi Azikiwe, Abuya o el Aeropuerto Internacional Murtala Mohammed, Lagos. 
Los trabajos de reparación comenzaron en enero de 2007, y se esperaba que estuviesen concluidos en agosto de 2007. En junio de 2007 los trabajos fueron suspendidos por razones de seguridad.
En diciembre de 2007, el aeropuerto fue abierto con una capacidad limitada. Las operaciones estuvieron restringidas al día hasta el primer trimestre de 2008, cuando el nuevo sistema de iluminación del ILS CAT III estaba totalmente operativo.

## Aerolíneas y destinos
Las siguientes aerolíneas operan vuelos regulares (enero de 2020):
| Aerolíneas         | Destinos           |
| ------------------ | ------------------ |
| Air Peace          | Abuya, Lagos       |
| Arik Air           | Abuya, Lagos       |
| Azman Air Services | Lagos              |
| Cronos Airlines    | Malabo             |
| Dana Air           | Abuya, Lagos       |
| Ethiopian Airlines | Adís Abeba         |
| Lufthansa          | Fráncfort del Meno |
| Med-View Airline   | Abuya, Lagos       |
| Turkish Airlines   | Estambul           |

## Incidentes y accidentes
El 10 de diciembre de 2005 el Vuelo 1145 de Sosoliso Airlines se estrelló en el aeropuerto de Port Harcourt tras volar desde el Aeropuerto Internacional Nnamdi Azikiwe en Abuya.